# Куэвас Родригес, Мария Луиза
Мария Луиза Куэвас Родригес (исп. María Luisa Cuevas Rodríguez; род. 8 марта 1965) — испанская шахматистка, международный мастер (1988) среди женщин.
В составе сборной Испании участница девяти Олимпиад (1978—1980, 1984—1996) и двух командных чемпионатов Европы (1992—1997).

## Изменения рейтинга
| Графики недоступны из-за технических проблем. См. информацию на Фабрикаторе и на mediawiki.org. |